# 杜環
杜 環（と かん、簡体字中国語: 杜环、繁体字中国語: 杜環、拼音: Dù Huán 、fl. 751–762 ）は、唐時代に長安で生まれた中国の旅行作家である。
杜の著作によると、彼は751年のタラス河畔の戦いで捕らえられた、数少ない中国人の1人であった 。アッバース朝（黒衣大食）を経て長い旅をした後、彼は762年に船で広州に戻った。
帰国後、杜は『経行記』を書いた。この著作は現在ではほぼ完全に散逸しているものの、彼の叔父である杜佑（735–812）が編纂した百科事典である『通典』192巻と193巻に、わずかな抄録が残っている。8世紀の杜佑の百科事典では、杜自身の「摩鄰國」（北アフリカまたは東アフリカ）についての著述が引用されている。

我々はエルサレムの南西にある摩鄰國にも行った。シナイ半島の大砂漠を越え、2,000里 （約1000 km）を旅してたどり着いた国である。そこの人々は黒人で、彼らの習慣は大胆だ。この土地には米や雑穀が少なく、草木も生えていない。馬には魚の干物が与えられ、人々は鶻莽を食べている。鶻莽はナツメヤシである。亜熱帯病（マラリア）が蔓延している。内陸国を横断すると山間部の国があり、ここに多くの宗派が集まる。彼らには、大食法（イスラム教）、大秦法（キリスト教）、尋尋法（ユダヤ教）の3つの宗派がある。尋尋法はレビラト婚を実践しており、この点においてすべての野蛮人の中でも最悪である。大食法の宗派の下にある信者は、被告の家族や親族を絡ませることなく、法的手段を行使することができる。彼らは豚・犬・ロバ・馬の肉を食べず、国王を崇めず、親も尊ばず、鬼神も信じず、ただ天（アッラーフ）のみを祀る。彼らの風習では、7日ごとに休日（ サラート・アル＝ジュムア）があり、その日は貿易も通貨取引も行われなわれず、終日酒を飲んで謔浪にふける。大秦の宗派の中には、下痢に精通していたり、発症前に病気を検知したり、開頭手術を行って虫を除去することができる医者がいた。

歴史家のアンジェラ・ショッテンハンマーは、「杜環の 『タジク人の土地』について非常に肯定的な記述をしており、旅の間に与えられた機会と相まって、彼が伝統的な捕虜ではなかったことを示している」としている。 ショッテンハンマーはまた、彼が報告書に記載したすべての土地を訪れたとは考えにくいとしつつも、バグダードが建国される前にアッバース朝カリフの首都であったクーファでの生活を詳細に記述していることも指摘している 。杜の報告は、785年に広州から海を経由して西に向かった楊良瑤の手引になった可能性がある。